# HV 2112

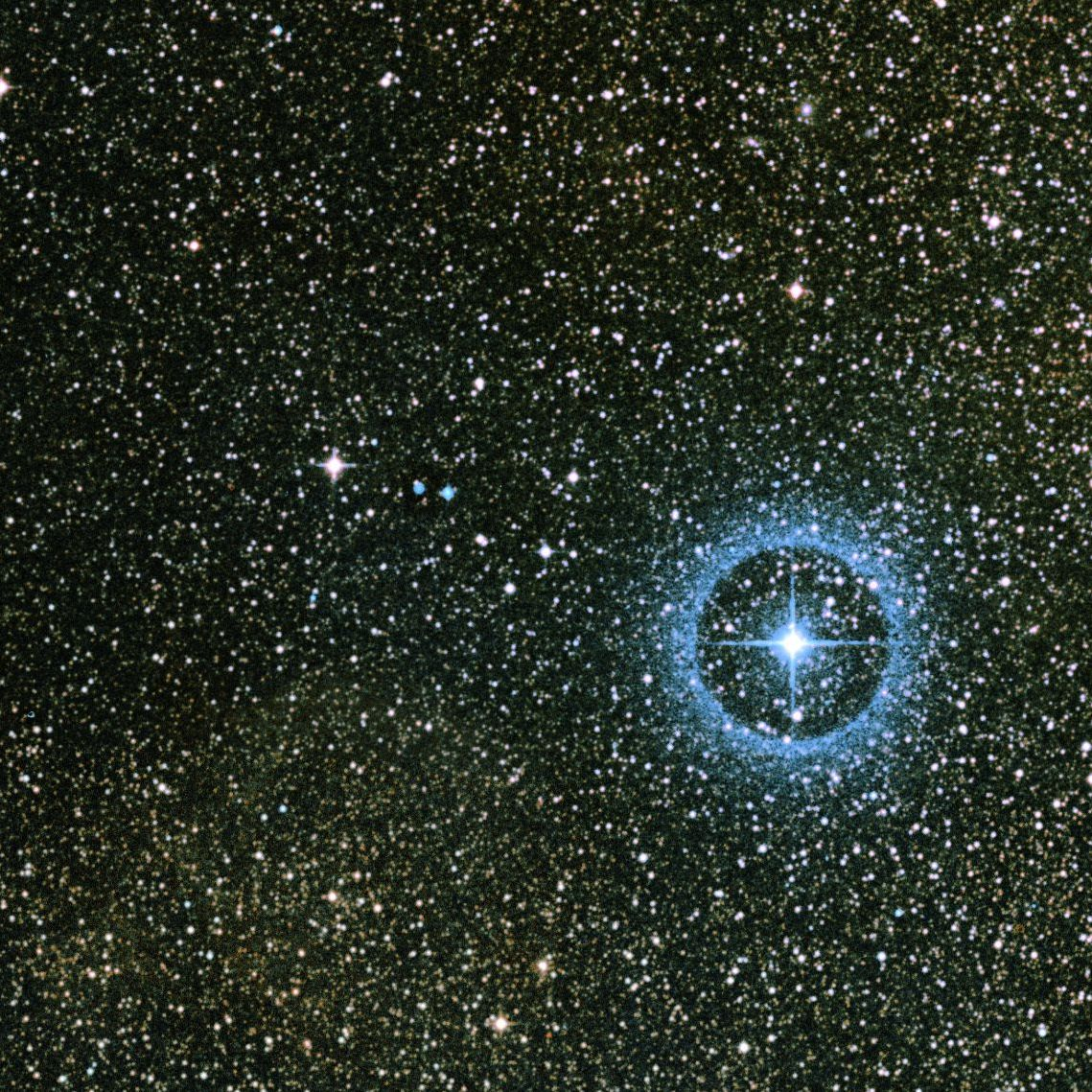
Imagen de HV 2112

HV 2112 es una estrella supergigante roja de tipo M5.5II-III con temperatura de 3900K en la constelación de Tucana es unas de las estrellas de la Pequeña Nube de Magallanes a unos 200,000 Años luz del Sol con un radio de 916 veces la del Sol, una luminosidad de 57000 a 81000 veces la del Sol y unas 5 Masas Solares, es una estrella RAG . Era el candidato más cercano a objeto Thorne-Zytkow, desde 2014 hasta 2018,en ese año el título pasó a ser de la estrella HV 11417.